# Krupice
Krupice este un sat din comuna Pljevlja, Muntenegru. Conform datelor de la recensământul din 2003, localitatea are 111 locuitori (la recensământul din 1991 erau 150 de locuitori).

## Demografie
În satul Krupice locuiesc 96 de persoane adulte, iar vârsta medie a populației este de 45,5 de ani (42,4 la bărbați și 48,2 la femei). În localitate sunt 35 de gospodării, iar numărul mediu de membri în gospodărie este de 3,17.
Populația localității este foarte eterogenă.
|  |

| Demografie | Demografie | Demografie |
| An         | Locuitori  | Locuitori  |
| ---------- | ---------- | ---------- |
|            |            |            |
|            |            |            |
|            |            |            |
|            |            |            |
| 1948       | 342        |            |
| 1953       | 299        |            |
| 1961       | 314        |            |
| 1971       | 275        |            |
| 1981       | 231        |            |
| 1991       | 150        | 150        |
| 2003       | 111        | 111        |

| \| Componența etnică conform recensământului din 2003[2] \| Componența etnică conform recensământului din 2003[2] \| Componența etnică conform recensământului din 2003[2] \| Componența etnică conform recensământului din 2003[2] \| Componența etnică conform recensământului din 2003[2] \| \| ----------------------------------------------------- \| ----------------------------------------------------- \| ----------------------------------------------------- \| ----------------------------------------------------- \| ----------------------------------------------------- \| \| \| \| \| \| \| \| Sârbi \| Sârbi \| \| 70 \| 63,06% \| \| Muntenegreni \| Muntenegreni \| \| 16 \| 14,41% \| \| necunoscută \| necunoscută \| \| 4 \| 3,6% \| |              |  |    |        |
| Componența etnică conform recensământului din 2003 |              |  |    |        |
| |              |  |    |        |
| Sârbi | Sârbi        |  | 70 | 63,06% |
| Muntenegreni | Muntenegreni |  | 16 | 14,41% |
| necunoscută | necunoscută  |  | 4  | 3,6%   |